# Kari (Dédougou)
Pour les articles homonymes, voir Kari.
Ne doit pas être confondu avec Karo (Burkina Faso).
Kari est une commune située dans le département de Dédougou de la province du Mouhoun au Burkina Faso.

## Géographie
La commune est traversée par la route nationale 10.

## Éducation et santé
La commune accueille un centre de santé et de promotion sociale (CSPS).